# Gertraude Gruhle
Gertraude Gruhle (* 20. Januar 1938 in Borna) ist eine deutsche Politikerin (CDU Sachsen).
Gertraude Gruhle besuchte die Grundschule in Borna und machte eine Ausbildung als Fotolaborantin in Leipzig und Borna. Sie arbeitete als Fotografin. Gruhle ist katholischer Konfession, verheiratet und hat zwei Kinder.
Sie kandidierte auf der Liste der CDU für den Sächsischen Landtag, wurde aber bei der Landtagswahl 1990 zunächst nicht gewählt. Im November 1991 rückte sie in den Landtag nach, nachdem Rudolf Krause sein Mandat am 23. Oktober 1991 niedergelegt hatte. Ihre Mitarbeiterin Brigitte Wenzel-Perillo wurde später in das Europaparlament gewählt.
Bei der Landtagswahl 1994 kandidierte sie auf Platz 53 der Landesliste ihrer Partei und verpasste den Einzug in den Landtag.